# Jakub Nufer
Jakub Nufer – szwajcarski lekarz weterynarii, który w 1500 roku dokonał pierwszego udanego i uznanego przez medycynę cięcia cesarskiego na kobiecie.